# 愛德華茲縣 (堪薩斯州)
愛德華茲縣（英語：Edwards County，簡稱ED）是美國堪薩斯州南部的一個縣。面積1,611平方公里。根據美國2000年人口普查，共有人口3,449人。縣治金斯利（Kinsley）。
成立於1874年3月18日。本縣紀念任州參議員的約翰·H·愛德華茲（John Hilton Edwards）。另說為在當地建造第一座磚房的W. C. 愛德華茲。